# Circuito de Imatra
El Circuito de Imatra es un circuito urbano de velocidad, situado en Imatra, Finlandia. El circuito ha existido en dos versiones, y se ha utilizado exclusivamente para las carreras de motos. De 1962 a 1978 se usó un circuito de calles en el sentido de las agujas del reloj de 6.030 km en el este de la ciudad de Imatra. El circuito corría a lo largo del río Vuoksi y una línea de ferrocarril que tuvo que ser cruzada. De 1979 a 1986 se utilizó un circuito más corto de solo 4.950 km de largo y consistía principalmente en la parte occidental del circuito original.
Desde la temporada de 1964 hasta la temporada de 1982, el Gran Premio de Finlandia se disputó en este circuito unas 19 veces. Desde la temporada de 1983, Imatra dejó de tener su estatus de pista del Campeonato Mundial debido a la peligrosidad del circuito por la muerte del conductor del sidecar Jock Taylor en 1982.
La última carrera del Circuito de Imatra se realizó hace muchos años en 1986 cuando fue cancelada por la muerte de un niño de seis años después de que le impactara una rueda. No fue hasta 2016 cuando volvió a alojar una carrera correspondiente al Campeonato Internacional de Motociclismo de carretera. En 2019, ocurrió una nueva tragedia cuando el piloto suizo Mathias Gnägi con la celebración de una competición de Superbikes.